# Fosfato de trifenila
Fosfato de trifenila, citado como trifenilfosfato, é o composto químico orgânico aromático organofosforado com a fórmula OP(OC6H5)3. Este sólido incolor é o éster (triéster) do ácido fosfórico e fenol. É usado como um plastificante e um retardador de chama.
É abreviado na literatura técnica seguidamente como TPP (do inglês triphenyl phosphate). É insolúvel em água e apresent ponto de fulgor de 435 °F. É classificado com o CBNumber CB9233809 e MOL File 115-86-6.mol.

## Obtenção
Fosfato de trifenila é preparado pela reação de oxicloreto de fósforo e fenol:
POCl3  +  3 HOC6H5   →  OP(OC6H5)3  +  3 HCl
Pode ser sintetizado pela reação de fenol, hidróxido de sódio e oxicloreto de fósforo usando-se um catalisador de transferência de fase (PTC, do inglês phase transfer catalyst).

## Considerações de segurança
Fosfato de trifenila exibe baixa toxicidade aguda pelo contato dermal e ou oral.